# ドニ・ドダール

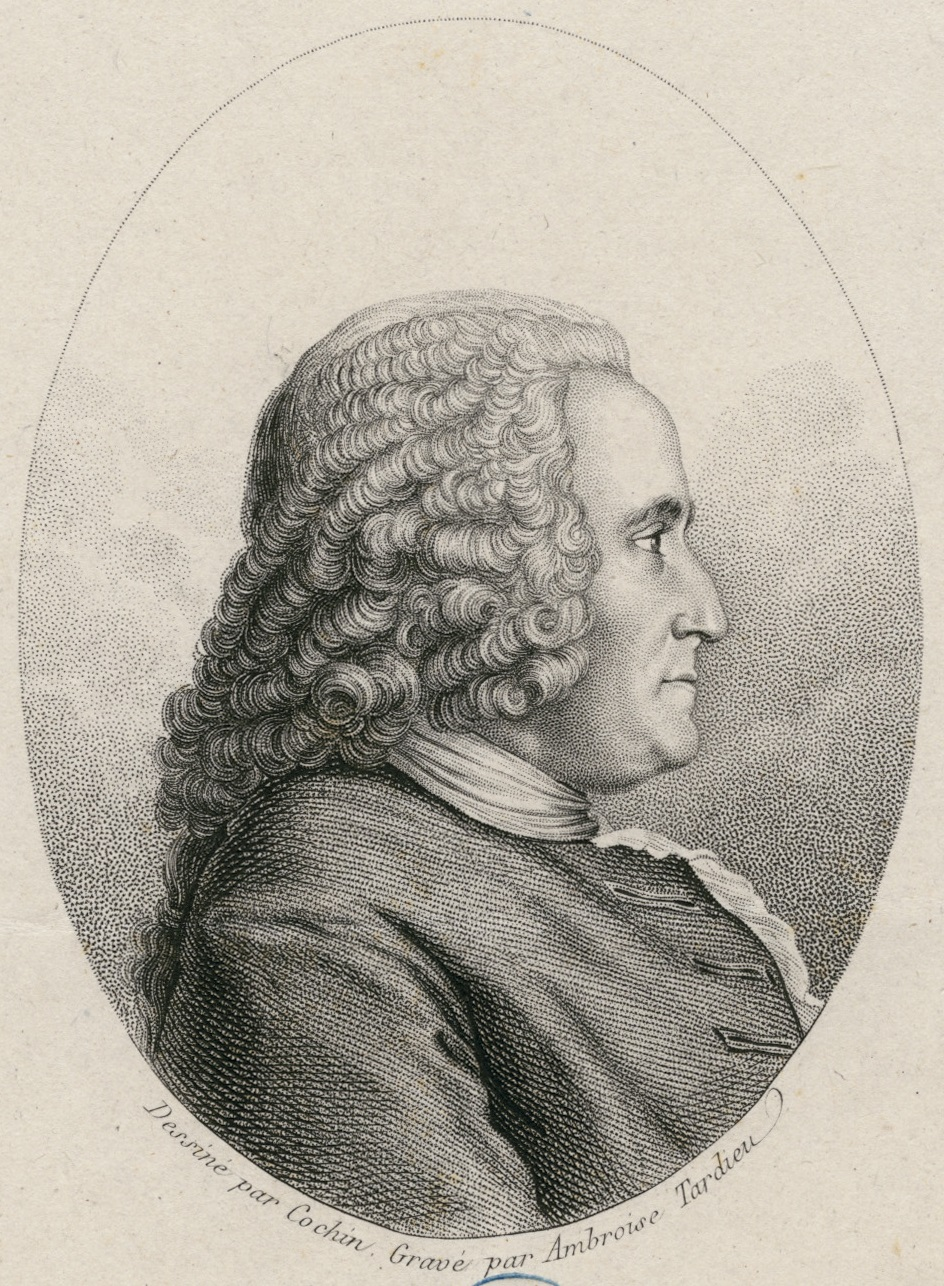
Denis Dodart

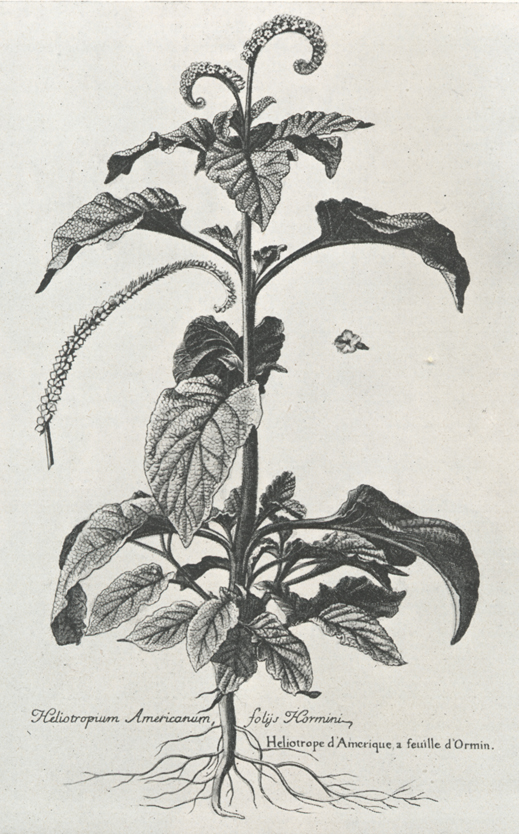
ニコラ・ロベールの植物画

ドニ・ドダール（Denis Dodart、1634年 - 1707年11月5日）は、フランスの医師、植物学者である。1676年の"Mémoires pour servir a l'histoire des plantes"の編集を行ったことで知られる。
パリに生まれ、1660年に医師の資格を得た。1666年パリ大学の医学部の教授となった。アンヌ・ジュヌヴィエーヴ・ド・ブルボン＝コンデらの貴族の侍医を務め、しばしばルイ14世の医学顧問として働いた。 1673年に科学アカデミーの会員となった。
科学アカデミーが企画した植物事典"Mémoires pour servir a l'histoire des plantes"の編集者を務めた。執筆はドダールの他、Samuel Cottereau du Clos (1598-1685)、Pierre Borel(1620-1689)、クロード・ペロー(1613-1688)、エドム・マリオット(1620-1684)、Claude Bourdelin II (1711没)、 Nicolas Marchant (1678没)が行い、ニコラ・ロベールの製作した39枚の細密銅版画が添付された。

## 著書
- Ergo in hydrope mittendus sanguis. Paris, 1660
- De febridus balneum. Paris, 1660
- Mémoires pour servir a I'histoire des plantes. Paris, 1676
- Non ergo carnes quovis alio cibo salubriores. Paris, 1677
- De cancro hydraugyro. Paris, 1682
- Médecine des pauvres. Paris, 1692
- Ergo febribus acutis e carnibus juscula. Paris, 1700
- An omnis morbus a coagulatione. Paris, 1703
- Medicina statica Gallica. Paris, 1725